# 奈良利輝
奈良 利輝（なら としてる、1579年（天正7年）- 1629年（寛永6年））は、江戸時代前期に活躍した装剣金工家である。通称は小左衛門。号は周防。

## 経歴・人物
江戸の神田に生まれ、漆工業を営んだ。晩年の1624年（寛永元年）頃に江戸幕府の招聘により、金工家に転じた。多くの装剣を制作したとされているが、その殆どが自身が制作したかは不明である。
なお、利輝は装剣金工の一派であり、後の奈良利寿が属した奈良派の創始者とされているが、実子の奈良利宗が一説に創始者ともされている。